# Vlatko Đolonga
Vlatko Đolonga (Spalato, 30 settembre 1976) è un ex calciatore croato, di ruolo difensore.

## Carriera

### Club
Conclusa l'esperienza giovanile nella città natia si trasferì nella vicina Clissa per esordire come professionista nel Uskok Klis. Successivamente passò al Orijent per poi affermarsi nel Hrvatski Dragovoljac. Finita la prima avventura in patria si trasferì per una stagione in Spagna tra le file del Alavés per poi tornare la stagione successiva in Croazia. 
Esordì con l'Hajduk Spalato il 10 marzo 2001 nella partita di campionato contro l'Osijek. Con i bili giocò un totale di 180 partite con 26 reti messe a segno, vinse tre campionati croati e una Coppa di Croazia.

### Nazionale
Fatta la trafila dal U-17 al U-20, esordì con la nazionale maggiore nel 2001 in amichevole contro la Corea del Sud. L'ultima partita con la nazionale la disputò nel 2002 in amichevole contro la Romania.

## Statistiche

### Cronologia presenze e reti in nazionale
| Cronologia completa delle presenze e delle reti in nazionale ― Croazia | Cronologia completa delle presenze e delle reti in nazionale ― Croazia | Cronologia completa delle presenze e delle reti in nazionale ― Croazia | Cronologia completa delle presenze e delle reti in nazionale ― Croazia | Cronologia completa delle presenze e delle reti in nazionale ― Croazia | Cronologia completa delle presenze e delle reti in nazionale ― Croazia | Cronologia completa delle presenze e delle reti in nazionale ― Croazia | Cronologia completa delle presenze e delle reti in nazionale ― Croazia |
| Data                                                                   | Città                                                                  | In casa                                                                | Risultato                                                              | Ospiti                                                                 | Competizione                                                           | Reti                                                                   | Note                                                                   |
| ---------------------------------------------------------------------- | ---------------------------------------------------------------------- | ---------------------------------------------------------------------- | ---------------------------------------------------------------------- | ---------------------------------------------------------------------- | ---------------------------------------------------------------------- | ---------------------------------------------------------------------- | ---------------------------------------------------------------------- |
| 10-11-2001                                                             | Seul                                                                   | Corea del Sud                                                          | 2 – 0                                                                  | Croazia                                                                | Amichevole                                                             | -                                                                      | 46’                                                                    |
| 13-11-2001                                                             | Gwangju                                                                | Corea del Sud                                                          | 1 – 1                                                                  | Croazia                                                                | Amichevole                                                             | -                                                                      | 46’                                                                    |
| 20-4-2002                                                              | Timişoara                                                              | Romania                                                                | 0 – 1                                                                  | Croazia                                                                | Amichevole                                                             | -                                                                      | 82’                                                                    |
| Totale                                                                 |                                                                        | Presenze                                                               | 3                                                                      |                                                                        | Reti                                                                   | 0                                                                      |                                                                        |

## Palmarès
- Campionato croato: 3

Hajduk Spalato: 2000-2001, 2003-2004, 2004-2005
- Coppa di Croazia: 1

Hajduk Spalato: 2002-2003
- Supercoppa di Croazia: 2

Hajduk Spalato: 2004, 2005